# 钱俶
吴越忠懿王钱俶（929年9月29日—988年10月7日），原名钱弘俶，因犯宋宣祖赵弘殷名讳，入宋後避諱，只称钱俶。字文德，小字虎子，五代十國時期吳越國文穆王錢元瓘第九子，吳越最后一位國王。

## 家世
- 曾祖父：钱宽，威胜军节度推官。
- 曾祖母：水丘氏，趙國太玄夫人。
- 祖父：钱镠，吴越武肃王。
- 祖母：陈氏，晉國昭懿太夫人。
- 外祖父：吴珂，中直指挥使。
- 父亲：錢元瓘，吴越文穆王。
- 母亲：吴汉月，吴越国順德夫人。

## 生平
吴越宝正四年八月二十四日（后唐天成四年，929年9月29日），钱弘俶生于杭州吴越王宫功臣堂，生母吴汉月。钱弘俶为吴越文穆王錢元瓘第九子，第五个亲生儿子。累授内牙诸军指挥使、检校司空、检校太尉。开运四年出镇台州。异母兄长、忠逊王錢弘倧即位后，召钱弘俶返回杭州为同参相府事，居于南邸。
後漢天福十二年十二月三十（948年2月12日），吴越將領胡进思趁錢弘倧夜宴將吏时發動政變，錢弘倧被軟禁，錢弘俶被胡進思迎立為吳越王。乾祐元年正月初五·乙卯（948年2月17日），钱弘俶即位于杭州吴越王宫天宠堂。乾祐二年十月，后汉册封钱弘俶为匡圣广运同德保定功臣、东南面兵马都元帅、镇海镇东等军节度使、浙江东西等道管内观察处置使兼两浙盐铁制置发运营田等使、开府仪同三司、检校太师、兼中书令、杭州越州大都督、上柱国、吴越国王，食邑一万户、实封一千户。
钱弘俶嗣位三十餘年，期间恭事後漢、后周和北宋。后周广顺元年（951年）后周加封钱弘俶诸道兵马都元帅，加食邑一千户、实封三百户，翌年封天下兵马都元帅，加食邑二千户、实封五百户，改授推诚保德安邦致理忠正功臣。
后周显德三年（956年）正月，钱弘俶奉后周世宗诏，出兵攻南唐。显德五年四月，杭州城南失火，延烧内城，官府庐舍夷为平地，钱弘俶出居都城驿。后因大火即将烧及镇国仓，乃命官兵伐林木，火势方绝。尽管火灾惨重，吴越仍在当月向后周进贡绫、绢各二万匹，银子一万两；当年七月又向后周进贡银五千两、绢一万匹、龙舟一艘、天禄舟一艘，皆饰以银；十一月又进贡贺正钱一千贯、绢一千匹。周恭帝加封钱弘俶为崇仁昭德宣忠保庆扶天亮功臣。
宋建隆元年（960年）正月，后周殿前都点检赵匡胤發動陳橋兵變称帝，改国号为宋，遣使宣谕吴越。当年三月，钱弘俶改名为钱俶，以避赵匡胤之父赵弘殷名讳。建隆元年四月，赵匡胤封钱俶为天下兵马大元帅，加食邑一千户，实封五百户。乾德元年钱俶向宋朝进贡犀角、象牙各十株，香药十五万斤，珍珠、玳瑁器皿数百件，宋朝改赐钱俶为承家保国宣德守道忠贞恭顺忠臣，加食邑一千户、实封四百户。乾德二年加封食邑一千户、实封四百户。当年十一月宋朝伐后蜀，钱俶派孙承佑率军与宋会师。
开宝元年（968年），宋朝重新封钱俶为吴越国王，加食邑一千户、实封一百户，十二月再加封三千九百户，实封三百户。开宝四年加食邑二千户、实封六百户，改赐钱俶开吴镇海崇文耀武宣德守道功臣。开宝七年（974年）七月，宋太祖诏钱俶出兵协助宋朝攻打江南国（南唐）。江南国主李煜写信给钱俶寻求合作，说今日没有江南，明日也就没有吴越，等宋朝吞并了吴越，钱俶也就只是宋朝都城汴梁的一个布衣了。但钱俶却把信交给了宋朝。钱俶率军亲征，攻打常州城。后来吴越又攻克江南重镇润州。年末，江南灭亡。翌年五月，宋朝赐钱俶守太师、尚书令，加食邑两千户、实封九百户。
吴越对宋谨遵事大之礼，世子钱惟濬曾四次入使宋朝，宋太祖亦屡赐钱俶御衣、剑佩、玉带、玉鞍、金银器、锦绣、金锁甲、御酒、马、羊、驼等物，及生辰礼物。
开宝九年（976年）正月，钱俶携王妃孙氏、世子钱惟濬自杭州出发，前往汴京觐见宋太祖，宋太祖命在礼贤宅为钱俶营建府第。钱俶贡通犀玉带、宝玉金器五千余件、上酒一千瓶、银十六万两、绢十一万匹、乳香五万斤，宋太祖赏赐钱俶黄金照匣、黄金䤬锣（洗面盆）、金二千两、银三万两、绢二万匹，赐以剑履上殿、诏书不名之礼。宋太祖宴钱俶于迎春苑，并许以“尽我一世”及“誓不杀钱王”之语。及钱俶辞行，宋太祖赏赐锦衣、玉带、玉鞍、玳瑁鞭，及金银锦彩二十余万、银装兵器八百余件，又赐王妃金器三百两、衣料二千匹、银二千两。又给钱俶黄袱一件，嘱曰“途中密视”。钱俶中途开袱检视，皆宋朝诸臣劝说扣留钱俶的奏章。当年五月、十一月，宋朝又两次加封钱俶食邑八千户、实封两千户。
开宝九年十月，宋太祖驾崩，野史斧聲燭影暗示其死因乃被趙光義殺死。其弟晋王赵光义即位，为宋太宗。太平兴国二年（977年，宋太宗即位，當年改元）三月封钱俶为尚书令、兼中书令、天下兵马大元帅。

## 降宋
太平兴国三年（978年）二月，钱俶自杭州出发，再次入宋朝觐。宋太宗赐宴于长春殿，命南唐后主违命侯李煜、南汉末帝恩赦侯劉鋹陪座。钱俶上吴越军甲器物名册，又乞辞天下兵马大元帅，宋太宗不许。
五月初一·乙酉（6月9日），随同朝觐的吴越丞相崔仁冀劝钱俶上表纳土，否则祸患立至。钱俶遂当即上奏，献吴越国十三州、一军、八十六县、户五十五万六百八十、兵一十一万五千三十六于宋，史称“吴越归地”。
宋太宗升扬州为淮海国，虚封钱俶为淮海国王，食邑一万户、实封一千户，仍充天下兵马大元帅、守太师、尚书令、兼中书令，授宁淮镇海崇文耀武宣德守道功臣，赐剑履上殿。王世子钱惟濬为节度使兼侍中，其余各子亦授节度使、团练使、刺史等官。吴越幕僚宰相以下拜官者两千五百余人。
钱俶献土后居于东京礼贤宅，屡被宋太宗召入宫中赐宴、击球，并多次赏赐金银器、水晶、玛瑙、珊瑚、珍珠、龙涎香、贡茶、银、钱、绢等物，加食邑二万户、实封两千户。太平兴国四年，钱俶随宋太宗征北汉。雍熙元年改封汉南国王，加食邑两千户、实封两百户。
雍熙四年宋太宗改封钱俶为武胜军节度使、南阳国王，出居南阳，赐玉带、金唾壶；旋又加封为许王，加食邑一万户、实封两千户，赐安时镇国崇文耀武宣德守道功臣。端拱元年改封钱俶为邓王，加食邑一万户、实封三千户。
端拱元年八月二十四日（988年10月7日），钱俶六十大寿，宋太宗遣皇城使李惠、河州团练使王继恩至南阳，赐钱俶生辰礼物。钱俶与使者宴饮极欢。当天傍晚，钱俶在南阳住宅西轩命左右读《唐书》，又令子孙颂诗，忽然因风眩（脑卒中）发作，而于四漏时薨逝。或有怀疑其被毒杀者。
钱俶去世时的封号为安时镇国崇文耀武宣德守道中正功臣、武胜军节度使、开府仪同三司、守太师、尚书令兼中书令、使持节邓州诸军事、行邓州刺史、上柱国、邓王、食邑九万七千户、实封一万六千九百户、赐剑履上殿、诏书不名。宋太宗为其废朝七日，追封秦国王，赐谥号忠懿，葬于洛阳贤相里陶公原。宋真宗时，特诏追赠钱俶为尚父。有司请以礼贤宅为司天监，真宗不许。
钱俶好吟詠，自編其詩爲《政本集》，陶穀爲序，共十卷，今存一首“宫中作”。

## 家庭

### 妻
1. 王妃孙氏
2. 夫人俞氏

此外因雷峰塔跋文著录错误而出现虚构的黃妃。

### 子女

#### 八子
1. 錢惟濬，字禹川。吴越国册为世子，封镇海、镇东两军节度副大使、检校太保、钤辖两浙管内土客诸军事、检校太傅、建武军节度使、检校太尉。入宋后封淮南节度使、安远军节度使、开府仪同三司、检校太师兼中书令、萧国公。性放荡无检，因沉溺酒色而早卒，追封邠王，谥安僖。子钱守吉官至西京作坊使、钱守让官至东染院使。
2. 錢惟治，字世和。本为忠逊王钱弘倧长子，被钱俶收为己子。累封两浙牙内诸军指挥使、判军粮营田事、德化军使、宁远军节度使、检校太尉。钱俶及世子入宋朝觐，命钱惟治为权国事。入宋后封镇国军节度使、知真州府兼兵马都部署、右武卫上将军、左骁骑上将军、左神武统军，追赠太师、彭城郡王。书法工二王，草隶尤绝。
3. 錢惟渲，入宋后封韶州团练使、潍州团练使
4. 錢惟灝，入宋后封贺州团练使、昭州刺史
5. 錢惟溍，入宋后封武卫将军、左龙武将军、演州刺史
6. 錢惟漼（錢从释），出家为僧，法名净照
7. 錢惟演，字希圣。入宋后封右神武将军、衙内都指挥使，累任翰林学士、工部侍郎、枢密副使、太子宾客、工部尚书、兵部尚书、保大军节度使、中书门下平章事、判许州、武胜军节度使、泰宁军节度使、崇信军节度使，追封英國公、赠侍中。子钱暄封冀国公，孙钱景臻封会稽郡王，曾孙钱忱封荣国公。
8. 錢惟濟，字岩夫，入宋后封衙内指挥使、恩州刺史、东染院使、封州刺史、永州团练使、知成德军、检校司空、虔州观察使、吉州防御使、知定州，升武昌军节度观察留后。追赠平江节度使，谥宣惠。

钱弘俶亲子、从子人数众多，见于史书者唯錢惟濬、錢惟治、錢惟演、錢惟濟等数人而已。

#### 七女
1. 长女，夫河东裴祚
2. 次女，夫钱塘元象宗
3. 第三女 夫汝南慎从吉
4. 第四女 早亡，夫富春孙誧（又作孙浦）
5. 第五女 夫富春孙诱
6. 第六女
7. 第七女

有一女嫁刘美

## 影視作品

### 電視劇
| 演員   | 年份   | 影視作品             |
| 鄭國霖 | 2006年 | 《吳越錢王》         |
| 刘国光 | 2015年 | 《大宋传奇之赵匡胤》 |
| 白宇   | 2025年 | 《太平年》           |